# دی‌کلرودی‌فنیل‌دی‌کلرواتان
دی‌کلرودی‌فنیل‌دی‌کلرواتان (به انگلیسی: Dichlorodiphenyldichloroethane) با فرمول شیمیایی کربن14هیدروژن10کلر4 یک ترکیب شیمیایی با شناسه پاب‌کم 6294 است. که جرم مولی آن 320.04 می‌باشد. شکل ظاهری این ترکیب، بی رنگ و کریستالی است.